# Diokletianische Ära
Die Diokletianische Ära, auch Diokletianische Zeitrechnung (lateinisch aera Diocletiani) oder Ära der Märtyrer (aera martyrum, kurz A.M.; koptisch ⲭⲣⲟⲛⲟⲥ ⲙⲁⲣⲧⲩⲣⲱⲛ, kurz ⳩⳥) genannt, ist eine Ära-Zeitrechnung, die vor allem im koptischen Kalender im fünften bis siebten Jahrhundert, aber auch später benutzt wurde. Sie beginnt mit dem 29. August 284, dem Beginn des ersten Regierungsjahres des römischen Kaisers Diokletian (zum Kaiser ausgerufen wurde er erst am 17. November 284), wurde aber erst nach seinem Tod eingeführt. Auch christlich-nubische Denkmäler und Urkunden sind nach dieser Zeitrechnung datiert.